# Igreja de São Sérgio de Radonej (Porto Alegre)
A Igreja de São Sérgio de Radonej é um templo da Eparquia da Argentina e América do Sul da Igreja Ortodoxa Russa, localizado em Porto Alegre, Rio Grande do Sul.